# Кармен-де-Патагонес
Ка́рмен-де-Патаго́нес (ісп. Carmen de Patagones), також відома під назвою Патагонес — аргентинське місто у провінції Буенос-Айрес, центр округу Патагонес. Знаходиться на північному березі річки Ріо-Негро навпроти міста В'єдма і є єдиним містом провінції Буенос-Айрес, яке розташоване у Патагонії.

## Історія

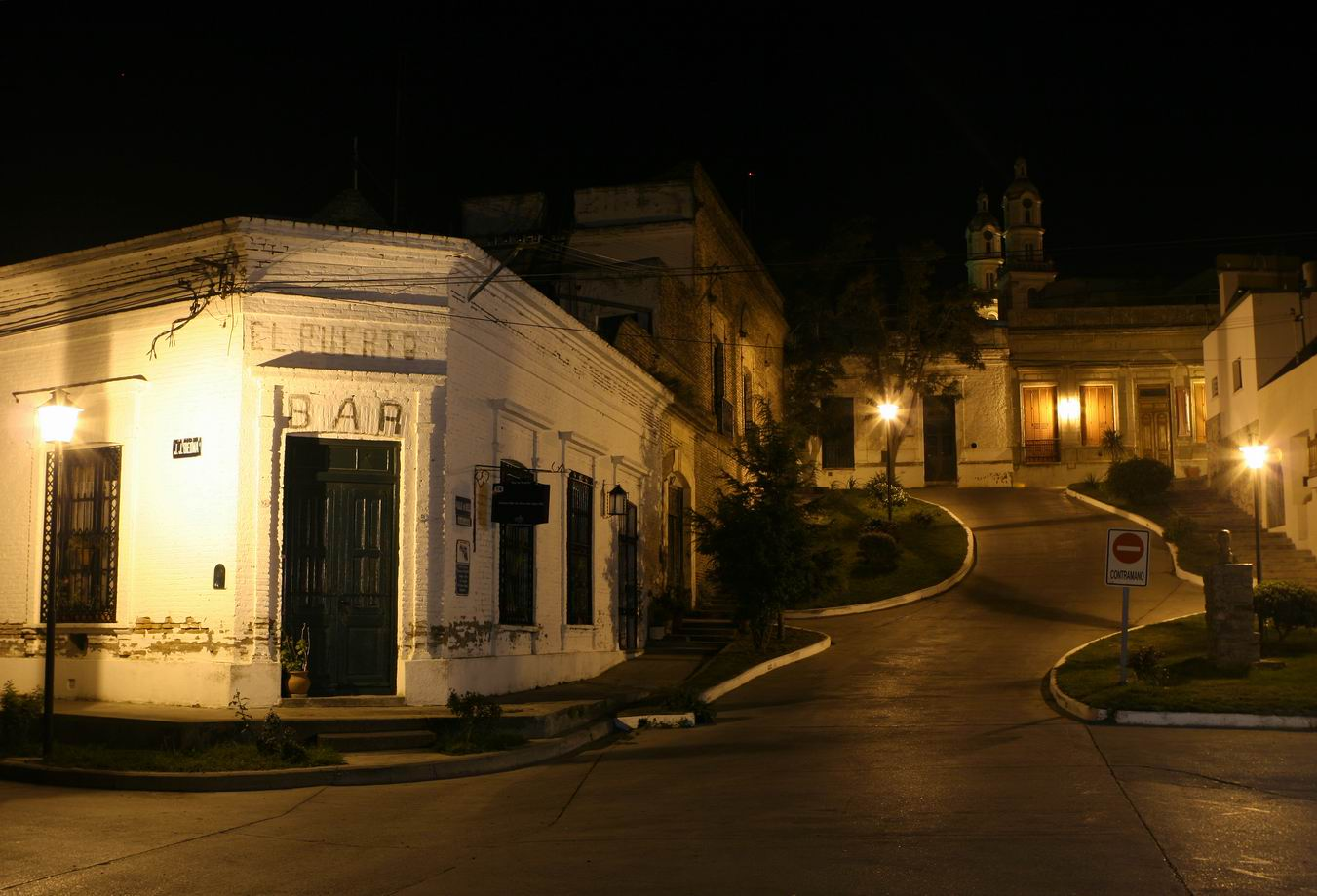
Стара частина міста

22 квітня 1779 року Франсіско де В'єдма-і-Нарваес заснував на південному березі Ріо-Неґро фортецю Нуестра-Сеньйора-дель-Кармен (ісп. Nuestra Señora del Carmen), яка дала початок історії міста. Фортеця стала першим постійним європейським поселенням на патагонських землях. 13 липня через повінь фортецю було перенесено на північний берег річки, де зараз знаходиться місто Кармен-де-Патагонес. 2 жовтня того ж року до міста прибули 11 кораблів з поселенцями з іспанських провінцій Леон і Галісія.
Перші двадцять років існування міста пройшли майже в повній ізоляції від навколишнього світу. Господарство було переважно натуральним.
Після Травневої революції 1810 року Кармен-де-Патагонес втратила своє геополітичне значення і опинилася на межі зникнення. 1812 року у місті спалахнуло повстання роялістів, у результаті якого воно перейшло під їх контроль. 18 грудня 1814 року Кармен-де-Патагонес увійшла до складу Об'єднаних провінцій Ріо-де-ла-Плати.
У 1820-х роках місто переживало економічний підйом завдяки відкриттю зовнішніх ринків. Під час війни між Аргентиною і Бразилією місто стало базою для аргентинського флоту, оскільки затоку Ла-Плата було заблоковано бразильцями.
7 березня 1827 року бразильські війська зробили спробу взяти Кармен-де-Патагонес штурмом, але були відбиті аргентинцями. Цей епізод отримав назву Битва при Кармен-де-Патагонес.
1854 року місту було законодавчо дозволено обирати муніципалітет і мати представництво в уряді провінції Буенос-Айрес.
1856 року на березі Ріо-Негро було зведено каплицю Богородиці Ла Мерсед, завдяки якій місто отримало ім'я Мерседес-де-Патагонес (ісп. Mercedes de Patagones).
11 жовтня 1878 року було створено губернаторство Патагонія і частину міста Мерседес-де-Патагонес було відокремлено від Кармен-де-Патагонес як його столицю.
1885 року було створено Ескадрилью Ріо-Негро, яка базувалася у місті.
У 1986–1989 роках робилися спроби перенести столицю Аргентини до агломерації В'єдма — Кармен-де-Патагонес. Після завершення президентського терміну Рауля Альфонсина проект зміни столиці ніколи не було реалізовано.
31 липня 2009 року двоє депутатів від провінції Місьйонес знову подали пропозицію перемістити столицю Аргентини.

## Клімат
Клімат міста помірний посушливий із середньою річною температурою 14 °C. Середня температура повітря влітку 22 °C з середнім мінімумом 15 °C і максимумом 30 °C. Середня температура взимку 7 °C із середнім мінімумом 2 °C і максимумом 12 °C.
Середня річна кількість опадів становить 300 мм. Найвологіша пора року — літо.
Абсолютний максимум температури: 43,2 °C, абсолютний мінімум: −10,8 °C.
| Клімат Кармен-де-Патагонес                                                            | Клімат Кармен-де-Патагонес | Клімат Кармен-де-Патагонес | Клімат Кармен-де-Патагонес | Клімат Кармен-де-Патагонес | Клімат Кармен-де-Патагонес | Клімат Кармен-де-Патагонес | Клімат Кармен-де-Патагонес | Клімат Кармен-де-Патагонес | Клімат Кармен-де-Патагонес | Клімат Кармен-де-Патагонес | Клімат Кармен-де-Патагонес | Клімат Кармен-де-Патагонес | Клімат Кармен-де-Патагонес |
| Показник                                                                              | Січ.                       | Лют.                       | Бер.                       | Квіт.                      | Трав.                      | Черв.                      | Лип.                       | Серп.                      | Вер.                       | Жовт.                      | Лист.                      | Груд.                      |                            |
| Середній максимум, °C                                                                 | 30,4                       | 28,0                       | 24,5                       | 20,2                       | 16,2                       | 12,8                       | 12,4                       | 15,0                       | 17,6                       | 20,9                       | 25,5                       | 27,9                       |                            |
| Середня температура, °C                                                               | 22,2                       | 21,0                       | 17,6                       | 13,6                       | 9,8                        | 7,0                        | 6,6                        | 8,3                        | 10,7                       | 14,1                       | 18,3                       | 20,9                       |                            |
| Середній мінімум, °C                                                                  | 14,8                       | 14,0                       | 11,2                       | 7,9                        | 4,6                        | 2,2                        | 1,8                        | 2,5                        | 4,4                        | 7,0                        | 10,3                       | 12,9                       |                            |
| Норма опадів, мм                                                                      | 46.0                       | 41.8                       | 57.4                       | 43.4                       | 30.3                       | 22.0                       | 23.1                       | 20.7                       | 26.3                       | 31.7                       | 19.3                       | 18.0                       |                            |
| ------------------------------------------------------------------------------------- | -------------------------- | -------------------------- | -------------------------- | -------------------------- | -------------------------- | -------------------------- | -------------------------- | -------------------------- | -------------------------- | -------------------------- | -------------------------- | -------------------------- | -------------------------- |
| Джерело: http://www.smn.gov.ar/?mod=clima&id=30&provincia=R%EDo%20Negro&ciudad=Viedma |                            |                            |                            |                            |                            |                            |                            |                            |                            |                            |                            |                            |                            |

## Туризм
Місто Кармен-де-Патагонес є одним з найстаріших поселень у Патагонії і визнане національною історичною пам'яткою декретом 401/03. Значна історична спадщина міста щороку приваблює велику кількість туристів.
Щороку у місті проводиться Провінційний Фестиваль 7 Березня у пам'ять про битву при Кармен-де-Патагонес. Фестиваль є однією із найважливіших культурних і мистецьких подій Патагонії, який включає історичні реконструкції, фольклорні спектаклі, виставки ремісників, музичні концерти, приготування страв місцевої кухні тощо.
Близькість до берегів Ріо-Негро і Аргентинського моря робить можливими усі види відпочинку біля води: купання і водні прогулянки, риболовлю, водні види спорту.

## Спорт
У Кармен-де-Патагонес є такі спортивні клуби:
- футбол: Патагонес і Хорхе Ньюбері, а також Ла Лома
- баскетбол: Патагонес, Хорхе Ньюбері і Атенас

Також місто є важливим центром веслувального спорту.

## Транспорт

Залізничний міст над Ріо-Негро

Кармен-де-Патагонес має такі шляхи сполучення:
- річковий порт
- залізниця
- автошляхи:
  - національна траса № 3
  - провінційна траса № 53